# 呉氏長沙国
呉氏長沙国（ごし-ちょうさこく）は、漢代に設置された藩国。後に劉発が長沙国王に封じられたことより成立した藩国を「劉氏長沙国」と称するのに対し、「呉氏長沙国」と称し区別する。
前漢の成立後、建国に功績のあった8名を諸侯王に封じた際に、呉芮は長沙王に封じられ長沙国が成立した。その後韓信・彭越・英布・韓王信・臧荼を初めとする7名は粛清されたが、呉芮は漢朝への忠誠を貫き粛清を免れている。呉芮の女婿であった淮南王の英布が叛乱を起こした際も呉臣（呉芮の子）は反乱鎮圧に功績を上げている。前157年に呉著が無子のまま薨去し廃されるまで、5代46年にわたって存在した。
| 初代  | 呉芮 | 長沙文王 | 前202年           |
| 第2代 | 呉臣 | 長沙成王 | 前201年 - 前193年 |
| 第3代 | 呉回 | 長沙哀王 | 前193年 - 前186年 |
| 第4代 | 呉右 | 長沙共王 | 前186年 - 前178年 |
| 第5代 | 呉著 | 長沙靖王 | 前178年 - 前157年 |